# John Martins
Pour les articles homonymes, voir Martins.
John Martins est un boxeur nigérian né le 7 octobre 1950.

## Carrière
John Martins est médaillé de bronze dans la catégorie des poids moyens aux Jeux africains d'Alger en 1978.
Aux Jeux olympiques d'été de 1980 à Moscou, il est éliminé au deuxième tour dans la catégorie des poids moyens par l'Ougandais Peter Odhiambo.